# Osternohe

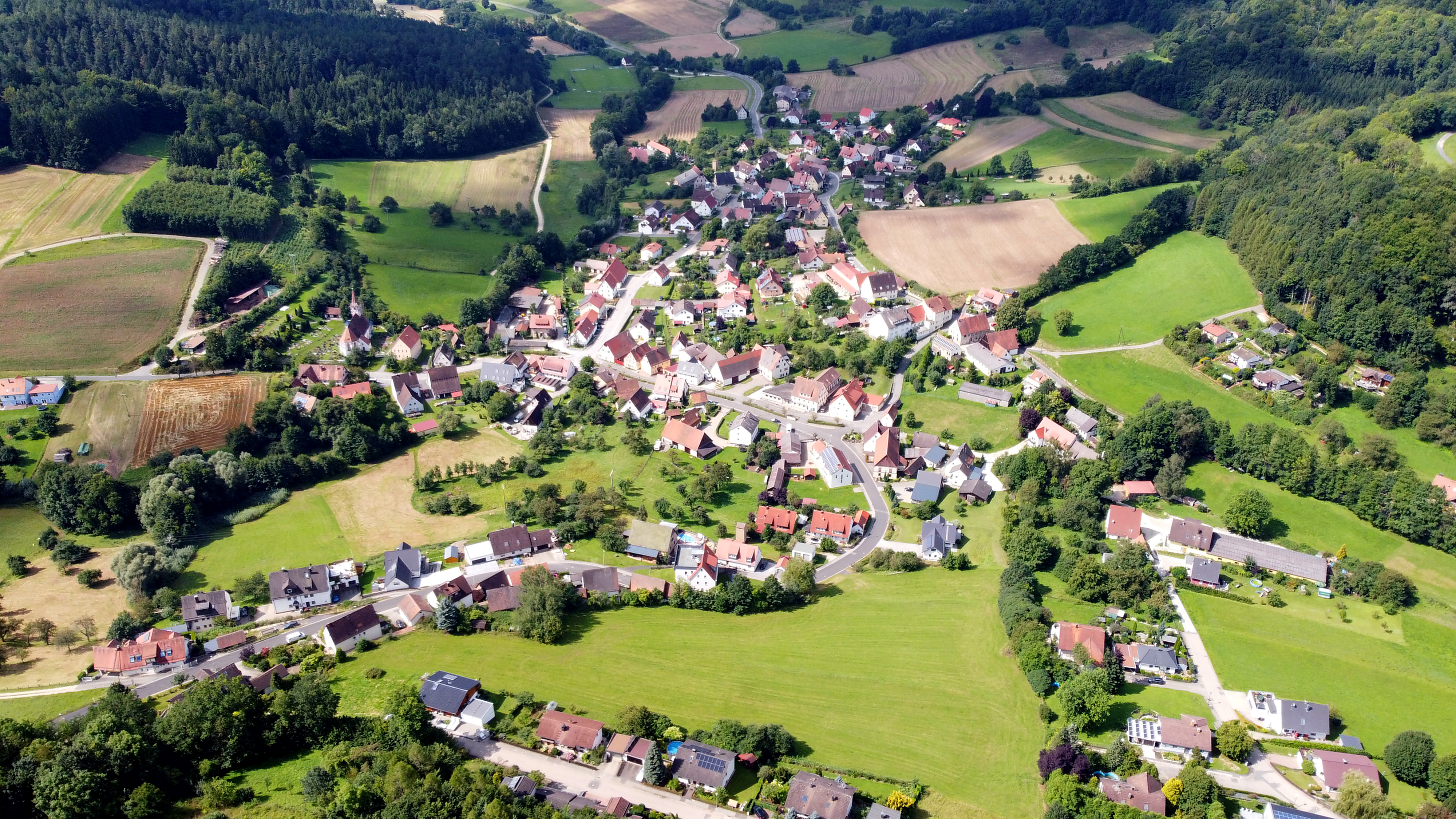
Luftbild von Osternohe

Osternohe ist ein Gemeindeteil des Marktes Schnaittach im Landkreis Nürnberger Land (Mittelfranken, Bayern). Die Gemarkung Osternohe hat eine Fläche von 4,365 km². Sie ist in 925 Flurstücke aufgeteilt, die eine durchschnittliche Flurstücksfläche von 4718,38 m² haben. In ihr liegen neben dem namensgebenden Ort die Gemeindeteile Kreuzbühl, Schloßberg, Bondorf und Waizmannsdorf. Osternohe ist touristisches Ausflugsziel, nicht zuletzt wegen der mit 1000 Meter längsten Skiabfahrt Mittelfrankens. Sie kann mit Schneekanonen beschneit werden.

## Lage
Das in der Frankenalb gelegene Pfarrdorf liegt im Talkessel des Osternoher Bachs und des Bondorfer Bachs, der innerorts als linker Zufluss in den Osternoher Bach mündet. Es bildet mit Kreuzbühl und Waizmannsdorf im Westen eine geschlossene Siedlung. Die Kreisstraße LAU 10 führt nach Kreuzbühl (0,3 km westlich) bzw. nach Bondorf (0,7 km südlich). Gemeindeverbindungsstraßen führen nach Haidling (1,1 km nordöstlich) und nach Schloßberg (0,4 km östlich).

## Geschichte
Die nur noch als Ruine erhaltene Burg Osternohe wurde im 11. Jahrhundert von den Herren von Osternohe erbaut. Über das Geschlecht der Hohenlohe gelangte die Burg in den Besitz der Burggrafen von Nürnberg, die in dem fürstlichen Schloss ein markgräfliches Amt einrichteten. Im Zweiten Markgrafenkrieg (1552–1554) zerstört, wurde die Anlage wieder aufgebaut und im 18. Jahrhundert nach Plünderungen im Spanischen Erbfolgekrieg dem endgültigen Verfall preisgegeben. 1773 fertigte der Maler Johann Leonhard Hoffmann einen Grundriss und Ansichten der Ruine. Der Kartograf Johann Christoph Stierlein konnte 1792 noch einzelne Gebäude erfassen, heute sind nur noch Reste der Ringmauer erkennbar.
1803 kam das Kastenamt Osternohe an das Kurfürstentum Bayern. Mit dem Gemeindeedikt wurde 1808 der Steuerdistrikt Osternohe gebildet. Zu diesem gehörten Bondorf, Entmersberg, Frohnhof, Götzlesberg, Haidling, Kreuzbühl, Reingrub, Schloßberg und Waizmannsdorf. Zugleich entstand die Ruralgemeinde Osternohe, die mit Ausnahme von Bondorf deckungsgleich mit dem Steuerdistrikt war. Sie unterstand in Verwaltung und Gerichtsbarkeit dem Landgericht Lauf. Mit dem Zweiten Gemeindeedikt (1818) wurden daraus zwei Ruralgemeinden:
- Osternohe mit Kreuzbühl, Schloßberg und Waizmannsdorf
- Haidling mit Frohnhof zusätzlich Entmersberg, Götzlesberg und Reingrub.[6]

1857 wurden die Ruralgemeinden Bondorf und Haidling aufgelöst: Bondorf, Frohnhof und Haidling kamen zur Gemeinde Osternohe. Im Zuge der Gebietsreform in Bayern wurde Osternohe am 1. Juli 1971 nach Schnaittach eingemeindet.

## Baudenkmäler
- Dreifaltigkeitskirche (Osternohe)
- Zwei Wohnstallhäuser, eine Scheune und ein Doppelwohnhaus
- Pfarrhaus

## Sport und Tourismus

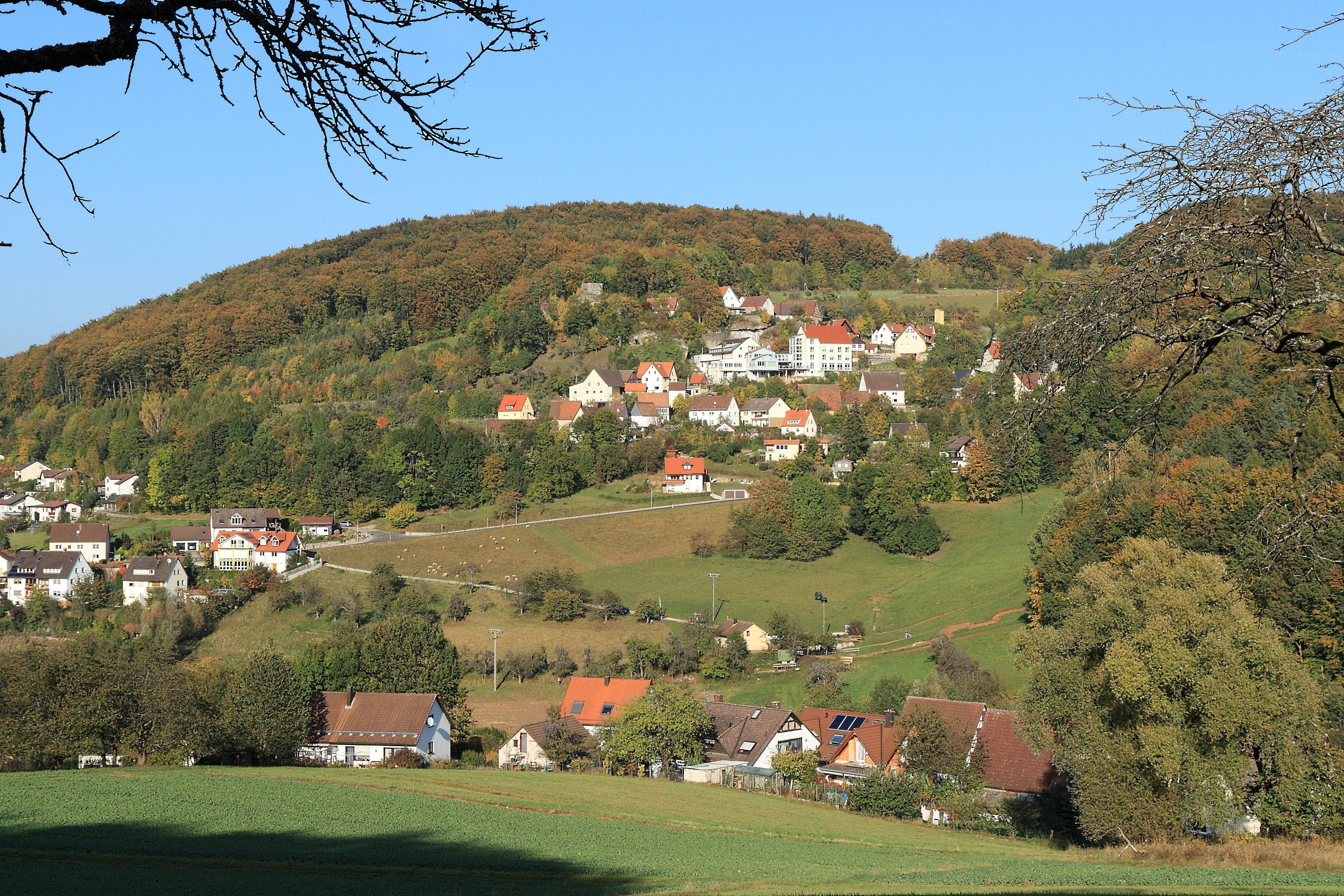
Ansicht Schloßberg mit Skilift Osternohe auf der rechten Seite

Am Schloßberg in Osternohe befindet sich ein Schlepplift. Dieser wird sowohl im Sommer als auch im Winter bewirtschaftet. So wird der angrenzende Wald im Sommer als Bikepark und die Wiese im Winter als (künstlich beschneite) Skipiste genutzt. Der, im Jahr 2014 erbaute, Bikepark ist einer der wenigen in der Gegend und dementsprechend hoch frequentiert. Jedes Jahr finden dort große Mountainbike-Events statt. Dort kommt es regelmäßig zu Rettungseinsätzen, die von der Bergwacht Nürnberg und der Bergwacht Lauf sowie dem Nürnberger Rettungshubschrauber Christoph 27 abgearbeitet werden.

## Persönlichkeiten
- Poppo von Osterna (1220–1267), neunter Hochmeister des Deutschen Ritterordens